# Хелантеря, Антти
А́нтти Хе́лантеря (фин. Antti Helanterä; род. 11 апреля 1971, Хельсинки) — финский дипломат; чрезвычайный и полномочный посол Финляндской Республики в Российской Федерации (2020—2024).

## Биография
Получил учёную степень лиценциата в области философии.
В 2003 году за книгу «Maantieteelle Venäjä ei voi mitään» был награждён премией в области научно-популярной литературы Tieto-Finlandia.
В 2004 году поступил на службу в министерство иностранных дел Финляндии. Работал в постоянном представительстве Финляндии при Европейском союзе в Брюсселе.
С 2016 по 2019 год работал в посольстве Финляндии в Москве, а позднее консультативном совещании по Договору об Антарктике.
8 мая 2020 года указом президента Финляндии Саули Нийнистё назначен с 1 сентября 2020 года чрезвычайным и полномочным послом Финляндии в России.

## Семья
- Жена — Людмила Хелантеря (родилась в Чебоксарах).